# دوري منطقة القاهرة 1922–23
دوري منطقة القاهرة 1922–23 هو النسخة الأولي (1) من دوري منطقة القاهرة، وهو البطولة الدوري الأول في تاريخ مصر. نادي المختلط (نادي الزمالك حاليا) هو حامل لقب البطولة.